# بروشون (مترو باريس)
بروشون (بالفرنسية: Brochant)‏ هي محطة مترو تابعة لمترو باريس تقع في فرنسا في الدائرة السابعة عشرة في باريس.[بحاجة لمصدر]